# Kirané Kaniaga
Kirané est une commune malienne, située dans le pays Kaniaga, de l'arrondissement de Kirané dans le cercle de Yélimané, dans région de Kayes, elle a pour chef-lieu la localité de Kirané. Ses habitants sont appelés Kiranéns, et les Kiranénnes 

## Villages
La commune s'étend sur 10 localités relevées lors du recensement général de 2009. 
Les villages les plus peuplés sont :
- Kirané (9 635 habitants) ;
- Kersignané (9 621 habitants) ;
- Lakanguémou (4 400 habitants) ;

En 2023, la loi 2023-007 attribue à la commune 10 villages, fractions ou quartiers.
- Kirané
- Corompo
- Waikanou
- Fancoura
- Manthia
- Bougoudré
- Hamdallaye
- Lakanguémou
- Kidendji
- Kersi Gnagné